# Жукова, Александра Григорьевна
Александра Григорьевна Жукова — советский хозяйственный, государственный и политический деятель, Герой Социалистического Труда.

## Биография
Родилась в 1941 году в Шушенском районе. Член КПСС.
С 1955 года — на хозяйственной, общественной и политической работе. В 1955—1996 гг. — работница избы-читальни, доярка в местном колхозе, доярка совхоза-техникума имени В. И. Ленина и Н. К. Крупской Шушенского района Красноярского края.
Указом Президиума Верховного Совета СССР от 13 марта 1981 года за выдающиеся успехи, достигнутые в выполнении заданий десятой пятилетки и социалистических обязательств по увеличению производства и продажи государству продуктов земледелия и животноводства присвоено звание Героя Социалистического Труда с вручением ордена Ленина и золотой медали «Серп и Молот».
Делегат XXVI съезда КПСС.
Умерла в селе Алтан в 2014 году.